# Хан, Калимулла (футболист)
Калимулла Хан (урду كليم الله خان‎, род. 20 сентября 1992, Чаман, Белуджистан, Пакистан) — пакистанский футболист, нападающий. Выступал за сборную Пакистана. Первый пакистанский футболист, ставший лучшим бомбардиром иностранного чемпионата. Он дальний родственник лучшего бомбардира в истории сборной Пакистана Мухаммеда Эссы.

## Клубная карьера

### ХРЛ
Калимулла Хан — выпускник академии футбольного клуба ХРЛ («Хан Рисёрч Лабораторис») из Равалпинди, начал привлекаться к играм за основной состав клуба, начиная с сезона 2009. Его взрослый дебют состоялся 27 июля в первом туре чемпионата в матче против клуба ПАФ, в котором он также забил свой первый гол. Всего же за сезон 2009 года он забил 4 гола во всех турнирах. В сезоне 2010/11 Хан окончательно перешёл в основной состав клуба. Он помог команде завоевать Кубок Пакистана 2010 года, отличившись голом в финальном матче против «Пакистан Нейви». Также он дебютировал в континентальном турнире — Кубке президента АФК 2010, в первом матче которого отметился двумя голами, принёсшими победу над камбоджийским клубом «Нага Корп» со счётом 2:1. В сезоне 2011 Хан вместе с командой оформил золотой дубль — выиграл и чемпионат, и кубок страны. Сезон 2012/13 стал для Хана самым успешным в составе ХРЛ. Он оформил с клубом второй золотой дубль — выиграл национальный кубок 2012, и победил в чемпионате 2012/13, став его лучшим бомбардиром с 35 голами. В следующем сезоне Хан помог ХРЛ дойти до финала Кубка президента АФК 2013, где они проиграли туркменскому «Балкану» с минимальным счётом 1:0. Калимулла с 7 голами, 5 из которых влетели в ворота клуба «Йидзин» из Бутана, стал вторым бомбардиром турнира, уступив лишь Мирлану Мурзаеву, забившему 9. По итогам 2013 года Хан был признан Пакистанской футбольной федерацией футболистом года и лучшим игроком чемпионата. В сезоне 2013/14 Калимулла в четвёртый раз стал чемпионом Пакистана в составе ХРЛ.

### «Дордой»
В начале 2014 года Хан перешёл по свободному трансферу в киргизский клуб «Дордой» из Бишкека, который возглавил бывший тренер сборной Пакистана Завиша Милославлевич, подписав краткосрочный полугодичный контракт. Дебютировал в Топ-лиге он 29 марта в матче против «Манаса», забив в этой же игре свой первый гол за новую команду. В конце июля соглашение клуба с Калимуллой было продлено до конца 2016 года. Хан помог команде выиграть по итогам сезона золотой требл — победить в чемпионате, кубке и суперкубке страны. С 18 голами в 17 матчах он стал лучшим бомбардиром чемпионата Кыргызстана 2014. Также на его счету 3 гола в 3 матчах кубка Кыргызстана 2014. По итогам сезона 2014 Футбольная лига Кыргызстана признала Хана лучшим игроком. 9 февраля 2015 года Хан дебютировал в Кубке АФК 2015 в матче против туркменского «Ахала» в предварительном раунде.

### «Сакраменто Рипаблик»
В мае 2015 года Хан проходил просмотр в клубе «Сакраменто Рипаблик», выступающем в United Soccer League — третьем по уровню дивизионе США. 18 июня «Сакраменто Рипаблик» объявили о подписании контракта с Ханом. Его дебют за клуб состоялся спустя два дня, 20 июня, в матче против «Оклахома-Сити Энерджи», когда 66-й минуте он заменил капитана Джастина Брауна.

### «Талса Рафнекс»
16 декабря 2015 года клуб «Талса Рафнекс» объявил о подписании Хана на сезон United Soccer League 2016. За «Рафнекс» он дебютировал 26 марта 2016 года в матче стартового тура сезона против «Рио-Гранде Валли Торос». 30 апреля в матче против «Сан-Антонио» забил свой первый гол за «Рафнекс».
В начале 2017 года полузащитник несколько месяцев провёл в аренде на родине в стане принципиальных соперников ХРЛ — клуба «Карачи Электрик».

## Карьера в сборной
В составе олимпийской сборной Пакистана Хан принимал участие в футбольных турнирах летних Азиатских игр и Южноазиатских игр 2010 года.
За первую национальную сборную Хан дебютировал 4 марта 2011 года в товарищеском матче против сборной Палестины. Свой первый гол за сборную забил 21 марта 2013 года в ворота сборной Макао в квалификации к Кубку вызова АФК 2014.
Из-за конфликта с Федерацией футбола Пакистана с 2017 года в сборную не вызывался, пропустив летние Азиатские игры и Кубок футбольной федерации Южной Азии 2018 года.

## Статистика

### Клубная статистика
| Выступление         | Выступление           | Выступление      | Лига | Лига | Кубок страны | Кубок страны | Другие | Другие | Континентальные | Континентальные | Итого | Итого |
| Клуб                | Лига                  | Сезон            | Игры | Голы | Игры         | Голы         | Игры   | Голы   | Игры            | Голы            | Игры  | Голы  |
| ------------------- | --------------------- | ---------------- | ---- | ---- | ------------ | ------------ | ------ | ------ | --------------- | --------------- | ----- | ----- |
| Дордой              | Шоро Топ-лига         | 2014             | 17   | 18   | 3            | 3            | 1      | 0      | —               | —               | 21    | 21    |
| Дордой              | Шоро Топ-лига         | 2015             | 5    | 2    | 0            | 0            | 3      | 0      | 1               | 0               | 9     | 2     |
| Дордой              | Итого                 | Итого            | 22   | 20   | 3            | 3            | 4      | 0      | 1               | 0               | 30    | 23    |
| Сакраменто Рипаблик | United Soccer League  | 2015             | 7    | 0    | 0            | 0            | 2      | 0      | —               | —               | 9     | 0     |
| Сакраменто Рипаблик | Итого                 | Итого            | 7    | 0    | 0            | 0            | 2      | 0      | —               | —               | 9     | 0     |
| Талса Рафнекс       | United Soccer League  | 2016             | 25   | 1    | 0            | 0            | 0      | 0      | —               | —               | 25    | 1     |
| Талса Рафнекс       | Итого                 | Итого            | 25   | 1    | 0            | 0            | 0      | 0      | —               | —               | 25    | 1     |
| Наджаф              | Иракская Премьер-лига | 2018/19          | 3    | 1    | —            | —            | —      | —      | —               | —               | 3     | 1     |
| Наджаф              | Итого                 | Итого            | 3    | 1    | —            | —            | —      | —      | —               | —               | 3     | 1     |
| Всего за карьеру    | Всего за карьеру      | Всего за карьеру | 57   | 22   | 3            | 3            | 6      | 0      | 1               | 0               | 67    | 25    |

### В сборной
| Пакистан | Пакистан | Пакистан |
| Год      | Матчи    | Голы     |
| -------- | -------- | -------- |
| 2011     | 8        | 0        |
| 2012     | 1        | 0        |
| 2013     | 13       | 3        |
| 2014     | 1        | 1        |
| 2015     | 2        | 0        |
| Всего    | 25       | 4        |

#### Голы за сборную
| №  | Дата            | Место                                                       | Соперник  | Голы | Результат | Турнир                                     |
| -- | --------------- | ----------------------------------------------------------- | --------- | ---- | --------- | ------------------------------------------ |
| 1. | 21 марта 2013   | Стадион Спартак имени Долона Омурзакова, Бишкек, Кыргызстан | Макао     | 2:0  | 2:0       | Отборочный турнир к кубку вызова АФК 2014  |
| 2. | 5 сентября 2013 | «Халчовк», Катманду, Непал                                  | Бангладеш | 2:1  | 2:1       | Кубок футбольной федерации Южной Азии 2013 |
| 3. | 15 октября 2013 | «Панаад», Баколод, Филиппины                                | Филиппины | 1:0  | 1:3       | Товарищеский матч (Philippine Peace Cup)   |
| 4. | 19 февраля 2014 | Международный стадион Сайды, Сайда, Ливан                   | Ливан     | 1:2  | 1:3       | Товарищеский матч                          |

## Достижения

### Командные
ХРЛ
- Чемпион Пакистана (4): 2009, 2011, 2012/13, 2013/14
- Обладатель Кубка Пакистана (4): 2009, 2010, 2011, 2012
- Финалист Кубка президента АФК: 2013

 Дордой
- Чемпион Кыргызстана: 2014
- Обладатель Кубка Кыргызстана: 2014
- Обладатель Суперкубка Кыргызстана: 2014

### Личные
ХРЛ
- Лучший бомбардир чемпионата Пакистана: 2012 (35 мячей)
- Лучший игрок чемпионата Пакистана: 2013
- Футболист года в Пакистане: 2013

 Дордой
- Лучший бомбардир чемпионата Кыргызстана: 2014 (18 мячей)
- Лучший игрок чемпионата Кыргызстана: 2014